# Li Shaojie
Li Shaojie (chin. upr. 李少杰, chin. trad. 李少傑, pinyin Lǐ Shǎojié; ur. 26 listopada 1975) – chiński lekkoatleta, dyskobol.

## Osiągnięcia
- złoto mistrzostw Azji (Fukuoka 1998)
- 7. miejsce podczas pucharu świata (Johannesburg 1998)
- złoto igrzysk azjatyckich (Bangkok 1998)
- 9. miejsce na mistrzostwach świata (Sewilla 1999)

Shaojie dwukrotnie reprezentował swój kraj podczas igrzysk olimpijskich (Atlanta 1996 i Sydney 2000), zajmując odpowiednio 18. i 13. miejsce w eliminacjach (do finału kwalifikowało się 12 najlepszych zawodników)

## Rekordy życiowe
- rzut dyskiem – 65.16 (1996) rekord Chin